# Birger Davidson
Birger Karl Simon Davidson (folkbokförd Davidsson), född 10 augusti 1920 i Gustav Adolfs församling i dåvarande Skaraborgs län, död 17 december 2015 i Kungsåra distrikt i Västerås i Västmanlands län, var en svensk frikyrkoman och politiker.

## Biografi

### Bakgrund
Birger Davidson växte upp på gården Gullskog i Gustav Adolfs församling i sedermera Habo kommun. Han var son till hemmansägaren Karl Davidsson och Rut Andersson samt äldre bror till rektor Bertil Davidsson och riksevangelisten Georg Davidsson. Efter examen från Filip Holmqvists handelsinstitut i Göteborg hade han i unga år anställningar hos företag i Habo och Göteborg.

### Karriär
Davidson var ekonomichef hos frikyrkosamfundet Helgelseförbundet 1946–1985. Han var parallellt med arbetet inom Helgelseförbundet representant för Götenehus och drev under en period tillsammans med hustrun hennes affär Vasa Sko i Linköping.
Han var ledamot av Sveriges Frikyrkoråd från 1949 och ordförande där från 1979. Han hade förtroendeuppdrag i Evangeliska förbundet Senapskornet, Frikyrkan hjälper, Diakonia, Dewertska Kulturstiftelsen och kommittén för Riseberga bönhus. Davidson var kassaförvaltare i Frikyrkorådets samarbetsnämnd, som fördelar statsbidrag till trossamfunden, och senare vid Samarbetsnämnden för statsbidrag till trossamfund (SST) som hade samma funktion.
Han deltog i utvecklandet av Sveriges första religionsfrihetslag som trädde i kraft 1951 och senare i det arbete som kom att utmynna trossamfundens förändrade rättsliga ställning 2000. Han var författare till skriften "Det började med ett bönemöte..." (1955).
Som politiker var Birger Davidson verksam som ledamot och ordförande i Skolstyrelsen i Linköping och i Folkpartiets kristet-sociala råd. Han var också suppleant i riksdagen 1973–1979. Han var styrelseledamot i Försäkringsbolaget Ansvar och ledamot i Linköpings tekniska högskola.
Birger Davidson var en av initiativtagarna till Citykyrkans församling i Linköping som vid sitt grundande 1953 hade namnet Salemförsamlingen.

### Familj
Birger Davidson var från 1947 till hustruns död gift med Margit Storck (1915–2000) och fick två döttrar tillsammans med henne. Efter många år i Linköping bosatte sig makarna 1985 i Västerås. De är begravda på Habo mellersta kyrkogård.